# Richard Boone

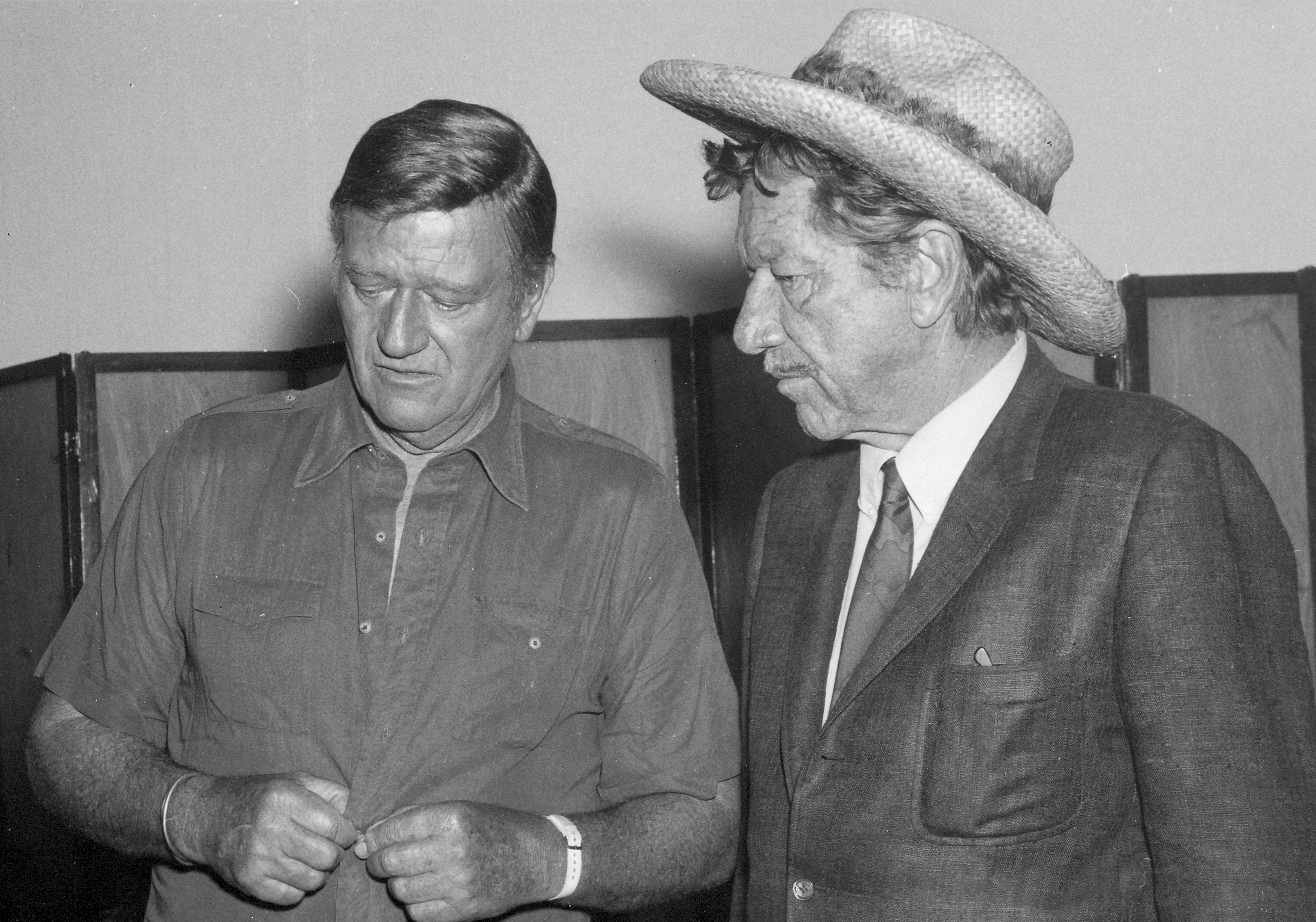
Richard Boone (derecha) junto a John Wayne.

Richard Allen Boone (Los Ángeles, California, 18 de junio de 1917-San Agustín, Florida, 10 de enero de 1981) fue un actor estadounidense.

## Trayectoria
Fue boxeador, pintor y recolector de aceituna antes de alistarse en la armada estadounidense durante la Segunda Guerra Mundial. Acabada la contienda empieza sus estudios en el Actor's Studio de Nueva York y a trabajar en Broadway debutando en Medea. Tras otros papeles en el teatro y algunas apariciones en televisión firma en 1950 un contrato con la 20 Century Fox y debuta en el cine en la película Situación desesperada, drama bélico dirigido por Lewis Milestone y protagonizado por Richard Widmark y Jack Palance.
Continúa trabajando en diversas películas, sobre todo westerns y en películas bélicas, en las que poco a poco va haciendo roles más importantes. En la famosa La túnica sagrada de Henry Koster, la primera película rodada en cinemascope, interpreta a Poncio Pilato, aunque poco a poco va encasillándose en villano de western, especialmente después de La pradera sin ley de King Vidor.
Junto con su carrera en el cine continúa su carrera televisiva: tras aparecer en diversos programas, pasa a formar parte de la serie Medic que se emitirá durante dos años de 1954 a 1956. Además trabaja en Studio 1 y sobre todo en la serie Have a Gun Will Travel de 1957 a 1963. Acabada la serie protagonizó su propia serie, El Show de Richard Boone, en la que interpretaba a un juez.
En la década de los sesenta va a vivir sus mejores momentos y los más recordados, comienza la década interpretando a Sam Houston en la película El Álamo dirigida y protagonizada por John Wayne. Luego protagoniza junto a George Hamilton Fort Comanche de Joseph M. Newman, y luego su interpretación más famosa Río Conchos de Gordon Douglas, un magnífico western desmitificador. También tuvo una destacada y brillante interpretación en El señor de la guerra de Franklin Schaffner y junto a Charlton Heston.
Mantiene un buen nivel de interpretación y de trabajo también a principios de los setenta trabajando en películas destacadas de Elia Kazan o John Huston.
En el año 1972 protagonizará una nueva serie titulada Hec Ramsey. A pesar de todo nunca se aleja del cine e incluso el mismo año de su muerte trabaja en su última película The Bushido Blade del director japonés Shusei Kontani y con Toshirō Mifune de compañero de reparto.
Falleció en 1981 debido a un cáncer de garganta.